# Aéroport de Kangirsuk
L'aéroport de Kangirsuk est un aéroport situé au Québec, au Canada.

## Destinations
| Compagnies | Destinations                                                             |
| ---------- | ------------------------------------------------------------------------ |
| Air Inuit  | Aupaluk, Kangiqsujuaq, Kuujjuaq (Fort Chimo), Quaqtaq, Salluit, Tasiujaq |